# Saint-Christophe (Rodano)
Saint-Christophe è un comune francese di 245 abitanti situato nel dipartimento del Rodano della regione Alvernia-Rodano-Alpi.

## Società

### Evoluzione demografica
Abitanti censiti